# Eveli Bulbena i Estrany
Eveli Bulbena i Estrany (Barcelona, 16 d'octubre de 1889-10 d'octubre de 1960) fou un escriptor i dibuixant, nebot d'Antoni Bulbena i Tusell. En les seves obres treballà la temàtica pessebrista i també va publicar llibres de poemes. És autor de l'obra biogràfica Ramón Amadeu, maestro imaginero catalán de los siglos XVIII-XIX. Barcelona 1927.

## Fons personal
Els documents del Fons personal d'Eveli Bulbena i Estrany, dipositat a l'Arxiu Històric de la Ciutat de Barcelona, estan agrupats en tres seccions: la documentació familiar, la documentació particular i els treballs literaris. Pel que fa al primer grup, la documentació de caràcter familiar, es poden localitzar des d'escriptures, cartes de pagament, fins a testaments i inventaris de béns. El segon grup aplega les cartes rebudes, retalls de premsa i algunes anotacions o petites notes. Està organitzada per anys, tal com l'autor ho va fer. El darrer grup, els treballs literaris, recull tots els escrits, la major part mecanoscrits, dels quals l'autor va conservar bé l'original o bé una còpia.
Pel que fa a les fotografies, avui dipositades a l'Arxiu Fotogràfic de Barcelona, la primera intervenció documentada va consistir en el seu enregistrament als llibres de registre. El fons conté una sèrie de fotografies de figures de pessebre de Ramon Amadeu, escultor considerat el representant més prestigiós del pessebrisme a Catalunya.